# Hymenochaonia dioryctriae
Hymenochaonia dioryctriae är en stekelart som först beskrevs av Muesebeck 1967.  Hymenochaonia dioryctriae ingår i släktet Hymenochaonia och familjen bracksteklar. Inga underarter finns listade i Catalogue of Life.